# پومیلیانو دارکو
پومیلیانو دارکو (به ایتالیایی: Pomigliano d'Arco) یک کومونه در ایتالیا است که در استان ناپل واقع شده‌است.

## خصوصیات
پومیلیانو دارکو ۱۱٫۴۴ کیلومترمربع مساحت و ۳۹٬۸۱۳ نفر جمعیت دارد و ۳۶ متر بالاتر از سطح دریا واقع شده‌است.

## خواهرخوانده
شهرهای بلنیک و برمینگم، آلاباما خواهرخوانده‌های پومیلیانو دارکو هستند.